# Premyer Liqası 2023/24
Die Premyer Liqası 2023/24, nach einem Sponsorenabkommen offiziell Unibank Premyer Liqası genannt, war die 32. Spielzeit der höchsten aserbaidschanischen Spielklasse im Fußball der Männer seit deren Gründung im Jahr 1992. Sie begann am 4. August 2023 und endete am 26. Mai 2024.

## Modus
Die zehn Mannschaften spielten an insgesamt 36 Spieltagen jeweils viermal gegeneinander; zweimal zu Hause, zweimal auswärts. Der Meister nimmt an der Champions-League-Qualifikation teil, der Zweite, Dritte und der Pokalsieger an der Conference League.

## Vereine
| Mannschaft        | Stadt    | Stadion                  | Kapazität | Vorjahr    |
| ----------------- | -------- | ------------------------ | --------- | ---------- |
| Qarabağ Ağdam     | Baku     | Azərsun-Arena            | 05.800    | 1.         |
| Neftçi Baku       | Baku     | Tofiq-Bəhramov-Stadion   | 29.858    | 3.         |
| Zirə FK           | Baku     | Zirə Olimpia Komplex     | 01.300    | 5.         |
| FK Qəbələ         | Qəbələ   | Qəbələ şəhər stadionu    | 05.000    | 4.         |
| Sabah FK          | Baku     | Bank Respublika Arena    | 13.000    | 2.         |
| Sumqayıt PFK      | Sumqayıt | Mehdi-Hüseynzadə-Stadion | 16.000    | 7.         |
| Səbail FK         | Baku     | Bayil Arena              | 05.000    | 9.         |
| PFK Kəpəz         | Gəncə    | Gəncə-Stadtstadion       | 26.120    | 8.         |
| PFK Turan Tovuz   | Tovuz    | Tovuz City Stadion       | 10.000    | 6.         |
| Araz-Naxçıvan PFK | Naxçıvan | Naxçıvan şəhər stadionu  | 12.800    | Aufsteiger |

## Abschlusstabelle
| Pl. | Verein                | Sp. | S  | U  | N  | Tore    | Diff. | Punkte |
| --- | --------------------- | --- | -- | -- | -- | ------- | ----- | ------ |
| 1.  | FK Qarabağ Ağdam (M)  | 36  | 26 | 5  | 5  | 097:370 | +60   | 83     |
| 2.  | Zirə FK               | 36  | 16 | 10 | 10 | 033:220 | +11   | 58     |
| 3.  | Sabah FK              | 36  | 17 | 7  | 12 | 050:400 | +10   | 58     |
| 4.  | Sumqayıt PFK          | 36  | 15 | 12 | 9  | 037:380 | −1    | 57     |
| 5.  | Neftçi Baku PFK       | 36  | 16 | 8  | 12 | 051:400 | +11   | 56     |
| 6.  | PFK Turan Tovuz       | 36  | 13 | 9  | 14 | 053:530 | ±0    | 48     |
| 7.  | Səbail FK             | 36  | 11 | 9  | 16 | 050:600 | −10   | 42     |
| 8.  | Araz-Naxçıvan PFK (N) | 36  | 9  | 9  | 18 | 031:500 | −19   | 36     |
| 9.  | PFK Kəpəz             | 36  | 9  | 8  | 19 | 039:670 | −28   | 35     |
| 10. | FK Qəbələ (P)         | 36  | 7  | 5  | 24 | 030:640 | −34   | 26     |

Platzierungskriterien: 1. Punkte – 2. Direkter Vergleich (Punkte, Tordifferenz, geschossene Tore) – 3. Tordifferenz – 4. geschossene Tore

| (M) | amtierender aserbaidschanischer Meister     |
| (P) | amtierender aserbaidschanischer Pokalsieger |
| (N) | Neuaufsteiger aus der Birinci Divizionu     |

## Kreuztabelle
| Spieltag 1–18     | Araz-Naxçıvan PFK | FK Qəbələ | PFK Kəpəz | Neftçi Baku PFK | FK Qarabağ Ağdam | Sabah FK | Səbail FK | Sumqayıt PFK | PFK Turan Tovuz | Zirə FK |
| ----------------- | ----------------- | --------- | --------- | --------------- | ---------------- | -------- | --------- | ------------ | --------------- | ------- |
| Araz-Naxçıvan PFK |                   | 2:0       | 0:1       | 1:0             | 2:1              | 2:0      | 1:1       | 1:1          | 0:3             | 1:0     |
| FK Qəbələ         | 1:4               |           | 0:3       | 0:2             | 1:2              | 1:0      | 0:1       | 1:2          | 4:0             | 1:0     |
| PFK Kəpəz         | 1:2               | 0:1       |           | 1:0             | 1:2              | 0:2      | 0:3       | 1:1          | 0:2             | 0:0     |
| Neftçi Baku PFK   | 1:1               | 2:0       | 2:0       |                 | 0:2              | 0:1      | 1:1       | 1:2          | 3:2             | 1:0     |
| FK Qarabağ Ağdam  | 2:1               | 3:0       | 1:1       | 2:0             |                  | 2:0      | 3:1       | 5:0          | 3:0             | 0:1     |
| Sabah FK          | 1:1               | 5:0       | 2:2       | 1:1             | 1:2              |          | 4:0       | 3:1          | 0:3             | 0:1     |
| Səbail FK         | 1:0               | 3:0       | 0:0       | 2:4             | 2:1              | 2:2      |           | 1:4          | 2:1             | 1:2     |
| Sumqayıt PFK      | 2:0               | 0:0       | 1:0       | 0:1             | 1:6              | 1:0      | 1:0       |              | 0:0             | 0:0     |
| PFK Turan Tovuz   | 3:1               | 2:2       | 4:0       | 0:1             | 2:2              | 2:3      | 1:3       | 2:2          |                 | 1:0     |
| Zirə FK           | 0:0               | 1:0       | 1:0       | 1:1             | 0:1              | 1:0      | 2:2       | 1:0          | 2:1             |         |

| Spieltag 19–36    | Araz-Naxçıvan PFK | FK Qəbələ | PFK Kəpəz | Neftçi Baku PFK | FK Qarabağ Ağdam | Sabah FK | Səbail FK | Sumqayıt PFK | PFK Turan Tovuz | Zirə FK |
| ----------------- | ----------------- | --------- | --------- | --------------- | ---------------- | -------- | --------- | ------------ | --------------- | ------- |
| Araz-Naxçıvan PFK |                   | 1:1       | 1:2       | 1:0             | 2:2              | 0:1      | 0:2       | 1:1          | 0:1             | 0:3     |
| FK Qəbələ         | 2:0               |           | 0:1       | 0:1             | 0:4              | 2:0      | 2:3       | 0:1          | 1:2             | 1:1     |
| PFK Kəpəz         | 3:1               | 2:1       |           | 3:3             | 1:6              | 1:2      | 1:4       | 1:1          | 2:1             | 0:1     |
| Neftçi Baku PFK   | 3:0               | 3:1       | 5:1       |                 | 1:4              | 0:1      | 3:0       | 1:1          | 3:0             | 1:0     |
| FK Qarabağ Ağdam  | 3:1               | 2:2       | 7:1       | 5:0             |                  | 3:3      | 4:2       | 2:0          | 4:3             | 3:1     |
| Sabah FK          | 2:0               | 2:1       | 3:2       | 0:0             | 3:2              |          | 2:0       | 2:0          | 1:1             | 0:1     |
| Səbail FK         | 2:2               | 2:3       | 3:3       | 0:3             | 1:2              | 2:0      |           | 0:1          | 1:1             | 0:0     |
| Sumqayıt PFK      | 1:0               | 1:0       | 1:3       | 2:1             | 1:0              | 1:2      | 2:1       |              | 0:0             | 0:0     |
| PFK Turan Tovuz   | 2:0               | 2:1       | 1:0       | 1:1             | 1:3              | 2:0      | 3:1       | 1:4          |                 | 1:2     |
| Zirə FK           | 0:1               | 4:0       | 2:1       | 3:1             | 0:1              | 0:1      | 1:0       | 0:0          | 1:1             |         |

## Torschützenliste
| Pl. | Spieler              | Mannschaft        | Tore |
| --- | -------------------- | ----------------- | ---- |
| 01. | Juninho              | Qarabağ Ağdam     | 19   |
| 02. | Alexandre Ramalingom | Səbail FK         | 15   |
| 03. | Nariman Akhundzade   | Qarabağ Ağdam     | 12   |
| 03. | Yassine Benzia       | Qarabağ Ağdam     | 12   |
| 05. | Leandro Andrade      | Qarabağ Ağdam     | 11   |
| 06. | Toral Bayramov       | Qarabağ Ağdam     | 10   |
| 06. | Otto John            | Turan Tovuz       | 10   |
| 06. | Pedro Nuno           | Səbail FK         | 10   |
| 09. | Osama Khalaila       | FK Qəbələ         | 09   |
| 09. | Orxan Əliyev         | Araz-Naxçıvan PFK | 09   |